# 赤外線天文学
赤外線天文学（せきがいせんてんもんがく、英語：infrared astronomy）は天文学や天体物理学の一分野で、赤外線の波長で観測できる天体を扱うものである。
可視光線はおよそ400nm（紫）から700nm（赤）までの波長域に分布するが、700nm よりも波長が長く、マイクロ波よりも短い波長の電磁波を赤外線と呼ぶ（赤外線の波長域の中でも比較的長波長のものはサブミリ波と呼ぶ場合もある）。
研究者は赤外線天文学を光学天文学の一部として分類している。これは、赤外線天文学でも可視光の天文学と同様の観測装置（鏡、レンズ、固体撮像素子など）が通常用いられるためである。

## 発見

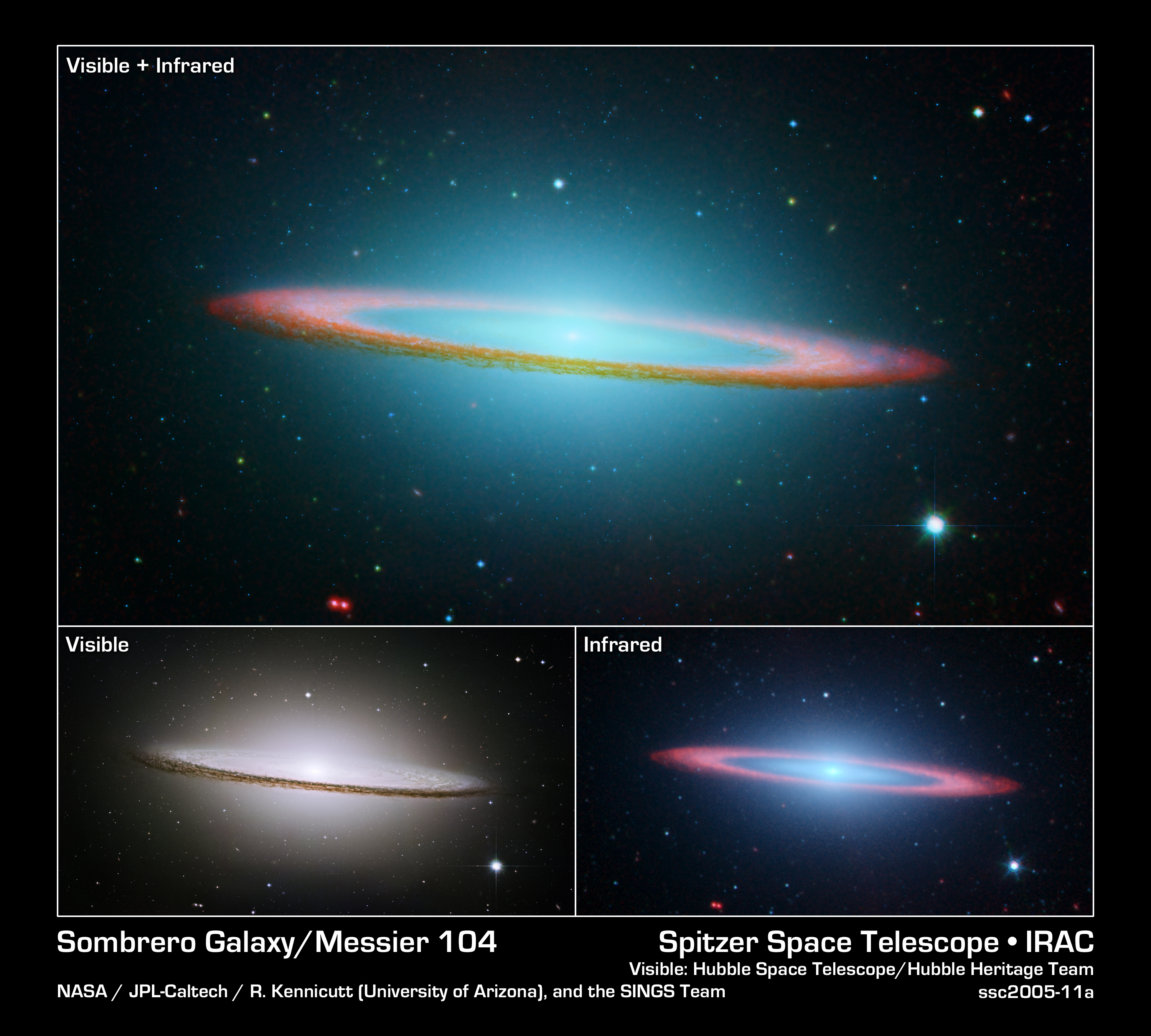
スピッツァー宇宙望遠鏡で観測されたソンブレロ銀河 左下の白い画像が可視光の波長域で撮影されたソンブレロ銀河。これに対し右下の赤青の画像は赤外線の波長域で撮影されたもの。可視光では帽子のように見える銀河も、赤外域では目のような感じに見える。こうして赤外線の波長域で観測することで初めてわかることも多い。ちなみに上の大きな画像は可視光と赤外線の両方の画像を合成して作成したもの。

アイザック・ニュートンがプリズムを使って白色光をスペクトルに分光できることを発見した後、1800年にウィリアム・ハーシェルは、太陽光の波長の中でその光を受けた時に最も温度が高い部分は、実はスペクトルの赤色側の端を超えた部分であることを発見した。また、この「熱線」にスペクトル線が見られることも明らかになった。1856年にはチャールズ・ピアッツィ・スマイスが月の光の中から赤外線を検出した。

## 現代の赤外線天文学
今日、赤外線天文学は生成初期の宇宙の状態を知るための遠方の銀河系の観測において重要な役割を果たしている。100億光年を越える様な遠方の天体から届く光は、赤方偏移により赤外線領域まで波長が引き延ばされてしまうためである。
近赤外線（赤外線のうち可視光に波長が近いもの）は可視光線と非常に似た振る舞いをするため、可視光と同様の電子デバイスを用いて検出することができる。このため、近赤外域のスペクトルは近紫外線と同様に「可視光スペクトル」の一部としてまとめて扱われる（光学望遠鏡など、可視光線を扱うほとんどの科学実験装置は可視光だけでなく近赤外線もカバーしている）。遠赤外線はサブミリ波の波長に続いていて、マウナケア天文台群のジェームズ・クラーク・マクスウェル望遠鏡(JCMT)などで観測されている。
他の電磁波と同様に、赤外線は天文学者によって宇宙をより深く理解する手段として用いられている。赤外線は本質的に熱線であるため、赤外線望遠鏡（これにはいくつかの赤外線専用望遠鏡だけでなく主な光学望遠鏡のほとんども含まれる）の検出器は、実際に像を得るために外部の熱から遮蔽して液体窒素、場合によっては液体ヘリウムで冷却する必要がある。これは中間赤外や遠赤外域での観測では特に重要である。地上の望遠鏡では、赤外線の感度に原理的な限界を与える要因として地球大気に含まれる水蒸気がある。水蒸気は宇宙から届く赤外線放射の多くを吸収する。このため、多くの赤外線望遠鏡は（大気中の水蒸気の大部分が存在する高度よりも高い）高地の非常に乾燥した場所に造られている。地球上で赤外線の観測に適した場所としては、標高4205mのマウナケアやチリの標高5000mにある ALMA の建設場所、南極のドームCのような高地の氷原などがある。
しかし、最も理想的な観測場所は可視光望遠鏡と同様に宇宙空間であり、（ハッブル宇宙望遠鏡のような）宇宙に打ち上げられている光学望遠鏡のほとんどは赤外線観測も行うことができる。2003年に打ち上げられたスピッツァー宇宙望遠鏡や2006年に打ち上げられたあかり、2021年に打ち上げられたジェイムズ・ウェッブ宇宙望遠鏡などは赤外線観測専用の望遠鏡である。
赤外線天文学の別の観測手段としては、成層圏赤外線天文台(SOFIA)やカイパー空中天文台のような航空機に搭載した望遠鏡を用いる方法がある。成層圏のような高高度を飛ぶことで、望遠鏡と観測する宇宙の間に存在する水蒸気の量が少なくなるため、大気による赤外線の吸収の影響を減らすことができる。空中観測での赤外線のバックグラウンドノイズは、観測する領域と天体のない領域とを交互に観測するチョッピングと呼ばれる方法によって減算することができる。
最も解像度の高い赤外線観測は地上の干渉計を使うことで行なわれている。

## 赤外線検出の技術
研究用の望遠鏡で広く使われている最も安価な赤外線検出器はテルル化カドミウム水銀 (HgCdTe、MCT) 半導体のアレイである。この装置は1～5 μm の波長域でよく機能する。これよりも長い波長での観測やより高い感度での観測を行う場合には別の検出器が用いられる。これらの例としては MCT とは別のナローギャップ半導体検出器や低温ボロメーターアレイ、光子計数超伝導トンネル接合アレイなどがある。
赤外線天文学の観測装置に求められる特殊な仕様としては、長い露出時間を可能にするように暗電流が非常に小さいこと、読み出し回路のノイズが低いこと、画素数が多いことなどが挙げられる。

## 天文学で使われる赤外線スペクトル
スピッツァー宇宙望遠鏡や IRAS、赤外線宇宙天文台 (ISO)、あかり、ハーシェル宇宙望遠鏡などの赤外線宇宙望遠鏡は赤外線スペクトルのほぼ全域にわたって観測することができる。しかし赤外線天文学のほとんどの研究は依然として地上の望遠鏡を用いて行なわれており、こういった地上観測は少数のスペクトルの「窓」、すなわち地球大気の吸収が小さい波長帯を使った観測に限られている。主な赤外線の窓は以下の通りである。
| 波長域 (μm) | バンド      | 望遠鏡                                               |
| ----------- | ----------- | ---------------------------------------------------- |
| 0.65 - 1.0  | R, I バンド | 全ての主要な光学望遠鏡                               |
| 1.25        | J バンド    | ほとんどの主要な光学望遠鏡、ほとんどの赤外専用望遠鏡 |
| 1.65        | H バンド    | ほとんどの主要な光学望遠鏡、ほとんどの赤外専用望遠鏡 |
| 2.2         | K バンド    | ほとんどの主要な光学望遠鏡、ほとんどの赤外専用望遠鏡 |
| 3.45        | L バンド    | ほとんどの赤外専用望遠鏡、いくつかの光学望遠鏡       |
| 4.7         | M バンド    | ほとんどの赤外専用望遠鏡、いくつかの光学望遠鏡       |
| 10          | N バンド    | ほとんどの赤外専用望遠鏡、いくつかの光学望遠鏡       |
| 20          | Q バンド    | いくつかの赤外専用望遠鏡、いくつかの光学望遠鏡       |
| 450         | サブミリ波  | サブミリ波望遠鏡                                     |

これらの窓の間には、大気がその波長の赤外線に対して不透明であるために地上からの赤外線観測がより困難な、あるいは不可能な領域が存在している。赤外線専用の望遠鏡やサブミリ波望遠鏡は通常、ハワイのマウナケアやチリの ALMA のような非常に標高の高い場所に建設されたり、成層圏赤外線天文台(SOFIA)のように飛行機に搭載したりして地球上で可能な最高感度での観測を行なっている。スピッツァーや IRAS、ISO のような宇宙空間の観測装置で得られるデータは、上記のような大気の窓の間を埋めるのに役立っている。